# Maur (imię)
Maur – imię męskie pochodzenia łacińskiego. Wywodzi się od słowa oznaczającego "pochodzący z Mauretanii" (inaczej "Arab") lub posiadający ciemną skórę. Istnieli liczni święci o tym imieniu m.in. Maur (uczeń św. Benedykta).
Żeńska forma: Maura
Maur imieniny obchodzi 15 stycznia, 20 stycznia, 29 stycznia, 27 lipca, 5 października, 8 listopada i 10 grudnia.
Znane osoby o imieniu Maur: 
- Maur – biskup krakowski 1109–1118
- Mauro Camoranesi
- Mauro Cantoro
- Mauro Checcoli – włoski jeździec sportowy
- Mauro Giuliani
- Mauro Meacci (ur. 1955) – włoski prezbiter rzymskokatolicki, benedyktyn, opat terytorialny Subiaco
- Mauro Politi
- Mauro Silva

Zobacz też:
- bł. Hraban Maur – kronikarz i uczony czasów karolińskich, mnich benedyktyński
- Saint-Maur-sur-le-Loir
- Maurycy